# Steve Christoff
Steven Mark Christoff, detto Steve (Springfield, 23 gennaio 1958), è un ex hockeista su ghiaccio statunitense.

## Palmarès

### Olimpiadi invernali
- 1 medaglia:
  - 1 oro (Lake Placid 1980)